# Gondershausen
Gondershausen település Németországban, Rajna-vidék-Pfalz tartományban. Lakosainak száma 1309 fő (2023. december 31.).

## Népesség
A település népességének változása:
| Lakosok száma | 1214 | 1286 | 1296 | 1285 | 1302 | 1309 |
|               | 1975 | 2017 | 2019 | 2021 | 2022 | 2023 |